# Mauno Koivisto
Mauno Henrik Koivisto (Turku, 25 de noviembre de 1923-Helsinki, 12 de mayo de 2017) fue un político finés, noveno presidente de Finlandia entre 1982 y 1994. Anteriormente fue primer ministro en dos etapas no consecutivas (1968-1970 y 1979-1982), presidente del Banco de Finlandia entre 1968 y 1982, y ministro de Finanzas entre 1966 y 1968.
Koivisto fue el primer presidente finlandés que formaba parte del Partido Socialdemócrata, al cual estaba afiliado desde su primer empleo en el puerto de Turku. A diferencia de su antecesor Urho Kekkonen, quien había acumulado 25 años consecutivos de mandato, él llevó a cabo una reforma que limitaba la duración y los poderes de la jefatura del estado, en beneficio del parlamento finlandés y del primer ministro. En política exterior jugó un papel relevante como mediador entre el bloque occidental y el bloque del este en los años 1980, y tras la disolución de la URSS inició los trámites para el ingreso de Finlandia en la Unión Europea.

## Biografía
Mauno Koivisto nació el 25 de noviembre de 1923 en Turku, al suroeste de Finlandia, siendo el segundo hijo en una familia de clase trabajadora.
Después de completar la educación secundaria, con 16 años se alistó voluntario en el cuerpo de bomberos que combatió por Finlandia en la guerra de Invierno (1939). Al cumplir la mayoría de edad fue alistado en el ejército finlandés, y participó como soldado cazador en la guerra de continuación (1942-1944) bajo el destacamento de Lauri Törni. Por su labor en el frente fue condecorado con la Orden de la Cruz de la Libertad de segunda clase y ascendido a cabo.
Después de la Segunda Guerra Mundial, Koivisto trabajó de carpintero y luego de estibador en el puerto de Turku, entrando de lleno en el movimiento cooperativista y sindical socialdemócrata; entre 1948 y 1951 fue delegado sindical en el puerto. Durante ese tiempo compatibilizó el empleo con los estudios en la universidad de Turku: obtuvo la licenciatura en Filosofía en 1953, y la maestría en Sociología en 1956 con una tesis doctoral sobre las relaciones sociales de los trabajadores portuarios.
Estuvo casado desde 1952 hasta su muerte con Tellervo Kankaanranta, a quien conoció en la universidad y con la que ha tenido una hija única, Assi Koivisto.
A nivel personal, una de sus mayores pasiones era jugar al voleibol; llegó a ser miembro de la selección finlandesa de veteranos.

## Trayectoria política
Koivisto se afilió al Partido Socialdemócrata de Finlandia (SDP) a finales de los años 1940. Tras haber militado en los sindicatos portuarios durante largo tiempo, entre 1954 y 1957 estuvo colaborando como consejero del SDP en el ayuntamiento de Turku.
En 1957 se trasladó a Helsinki para trabajar en el consejo de dirección de la Caja de Ahorros de los Trabajadores (STS), una entidad bancaria vinculada a sindicatos y organizaciones socialdemócratas, de la que llegaría a ser director general entre 1959 y 1968. Su experiencia le permitió asesorar al partido en materia económica, ganándose la confianza de los altos mandos.
El SDP se proclamó vencedor de las elecciones parlamentarias de 1966 y el nuevo primer ministro, el socialdemócrata Rafael Paasio, contó con Koivisto para el ministerio de Finanzas, dentro de un gobierno de coalición de centroizquierda. Su principal medida fue devaluar el marco finlandés como solución a la crisis económica que atravesaba el país. El dirigente ocupó el cargo hasta enero de 1968, cuando se le encomendó la presidencia del Banco de Finlandia que mantendría hasta 1982.

## Primer ministro de Finlandia

### Primer mandato (1968-1970)
La oportunidad de Koivisto para convertirse en primer ministro de Finlandia llegó con la reelección de Urho Kekkonen al frente de la presidencia. Paasio puso el cargo a disposición del presidente para centrarse en la dirección del SDP, por lo que el partido eligió al exministro como un candidato de consenso. Su nombramiento oficial tuvo lugar el 22 de marzo de 1968.
Koivisto amplió la coalición de centroizquierda al Partido Popular Sueco y a la Unión Socialdemócrata de Trabajadores, de corte socialista. El gabinete que dirigía implementó algunas reformas aperturistas como la venta de cerveza en supermercados (hasta entonces restringida al monopolio Alko), la despenalización del aborto hasta las 16 semanas de gestación, apoyo al entorno urbano en detrimento del rural, y una rebaja de la edad mínima de voto hasta los 20 años. Por otro lado se incentivó la colaboración con los sindicatos y otras organizaciones en el desarrollo de políticas laborales. Todo ello le hizo popular entre el electorado.
A pesar de tener haber ganado los comicios de 1970 con 52 escaños, los socialdemócratas se dejaron 50.000 votos y el resto de fuerzas de izquierda también habían perdido apoyos. Por otro lado, el ascenso de los conservadores de Coalición Nacional y de la Liga Rural supuso el cambio a una coalición de centroderecha liderada por Teuvo Aura, alcalde de Helsinki, a partir del 14 de junio de 1970.
Tras dejar el gobierno, centró sus esfuerzos en la presidencia del Banco de Finlandia. En la década de 1970 el hombre fuerte del SDP era Kalevi Sorsa, primer ministro en dos mandatos (1972-1975 y 1977-1979), con quien Koivisto mantuvo algunas diferencias sobre la gestión económica.

### Segundo mandato (1979-1982)
Después de las elecciones de 1979, en las que los partidos de izquierda obtuvieron mayoría, Sorsa renunció a ser primer ministro y el presidente Urho Kekkonen encomendó la formación de un gobierno de coalición a Koivisto. Este apostó por un frente popular de centroizquierda con centristas, socialistas, suecofinlandeses e independientes.
La primera medida emprendida por Koivisto fue un plan de reactivación económica ante la crisis del petróleo de 1979. Todo su mandato estuvo marcado por las disputas con el longevo presidente Urho Kekkonen, quien a sus 80 años no quería perder el poder ejecutivo y veía con recelo la creciente popularidad del socialdemócrata. A pesar de que el gabinete estuvo a punto de caer en 1981 por una disputa sobre políticas sociales, Koivisto se mantuvo firme en su plan contra el criterio del presidente y del partido del Centro, al que Kekkonen pertenecía.

## Presidente de Finlandia

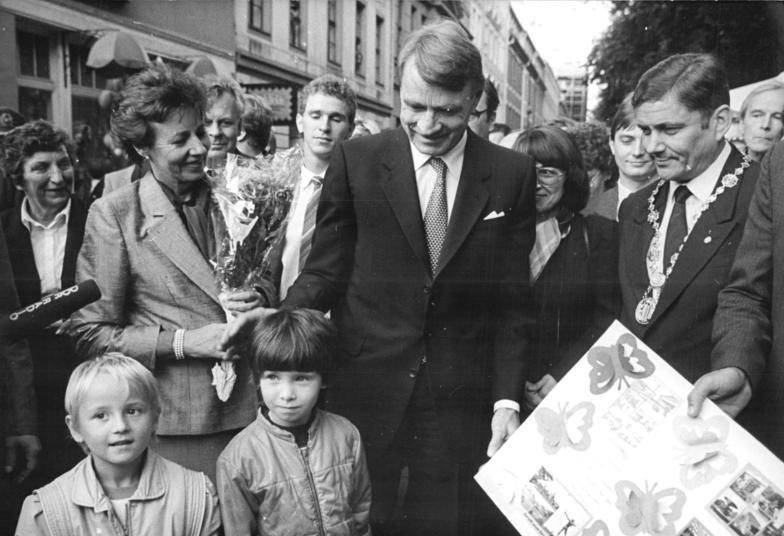
Visita oficial de Koivisto y la primera dama a Dresde, Alemania Oriental (1987).

Koivisto fue presidente de Finlandia del 27 de enero de 1982 al 1 de marzo de 1994. Bajo su mandato hubo tres primeros ministros: Kalevi Sorsa (1982-1987), Harri Holkeri (1987-1991) y Esko Aho (1991-1995).
La llegada del socialdemócrata se produjo luego de 25 años de presidencia ininterrumpida de Urho Kekkonen. Cuando este tuvo que dimitir por enfermedad en 1981, el primer ministro asumió la presidencia en funciones hasta las elecciones presidenciales de 1982, en las que derrotó con amplia ventaja en el colegio electoral a Harri Holkeri (Coalición Nacional) y Johannes Virolainen (Centro). La mayor complicación que hubo de afrontar fueron las críticas por la inexperiencia en asuntos exteriores.
Koivisto se caracterizó por una dirigencia menos intervencionista en política interior que la de Kekkonen. Para evitar mandatos tan largos como el de su antecesor, el parlamento finlandés negoció una reforma constitucional que otorgaba más poderes a la cámara y al primer ministro, además de limitar el mandato presidencial a dos periodos de seis años.
A nivel internacional, Koivisto mantuvo la política de neutralidad activa entre el bloque occidental y el bloque del este hasta la disolución de la Unión Soviética, y evitó reconocer a las tres repúblicas bálticas antes que las potencias occidentales. En los últimos años de la Guerra Fría sirvió como mediador entre Mijaíl Gorbachov y los líderes de Estados Unidos, Ronald Reagan y George H. W. Bush, con un encuentro organizado en Helsinki en 1990. Más tarde llevó a cabo dos decisiones relevantes: renunciar a los acuerdos del Tratado de París para reducir el peso de las Fuerzas Armadas de Finlandia, y reemplazar el Tratado de Asistencia Mutua Fino-Soviético por un nuevo acuerdo con Rusia sin cooperación militar.
Después de ser reelegido en las presidenciales de 1988, Koivisto impulsó una nueva ley de inmigración para que todos aquellos soviéticos con ancestros fineses o ingrios pudieran establecerse en Finlandia como emigrantes retornados. A cambio, el estado renunciaría a toda reivindicación territorial sobre tres provincias de Carelia, integradas en Rusia desde 1947.
Con la desaparición de la URSS ya confirmada, en 1992 inició los trámites para el ingreso de Finlandia en la Comunidad Económica Europea. Tanto el referéndum de ratificación como la entrada final en 1995 tuvieron lugar cuando ya había terminado su mandato.

## Últimos años
Al concluir su mandato, Koivisto se mantuvo retirado de la política pero continuó representando a Finlandia como exjefe de estado en diversos actos internacionales, entre ellos los funerales de Ingrid de Suecia (2000), de la Reina Madre Isabel de Reino Unido (2002) y de Ronald Reagan (2004).
Uno de los asuntos más criticados por la sociedad finlandesa fue la falta de apoyo explícito a la independencia de Estonia. Sin embargo, tras su muerte se desveló que Finlandia había donado 100 millones de marcos finlandeses (16 millones de euros) a organizaciones de Estonia, camufladas como «ayudas culturales», y su presidente permitió que políticos exiliados pudieran trabajar allí con libertad.

### Muerte
En enero de 2017, Mauno Koivisto sufrió un accidente doméstico en el que se fracturó una mano y fue enviado a una residencia de personas mayores. En ese momento se hizo público que el expresidente padecía la enfermedad de Alzheimer en fase avanzada, algo que no había trascendido antes por decisión familiar; su esposa Taimi Tellervo se ocupaba de cuidarle desde hacía varios meses.
Después de un agravamiento de su enfermedad, Koivisto fue enviado a cuidados paliativos y falleció el 12 de mayo de 2017 en el hospital Meilahti de Helsinki, a los 93 años.
El gobierno finlandés organizó el 25 de mayo un funeral de estado en el que participaron más de 30 000 ciudadanos, entre ellos el presidente Sauli Niinistö, el primer ministro Juha Sipilä y el dirigente socialdemócrata Paavo Lipponen. Fue enterrado con honores militares en el cementerio de Hietaniemi, cerca de las tumbas de los expresidentes Risto Ryti y Urho Kekkonen.

## Distinciones

Escudo de armas de Mauno Koivisto, con el lema «por el bien de la nación».

### Finlandia
- Gran Cruz y Collar de la Orden de la Rosa Blanca
- Gran Cruz de la Orden del León de Finlandia
- Gran Cruz de la Orden de la Cruz de la Libertad

### Otros estados
- Caballero de la Orden de los Serafines (Suecia, 1982)
- Gran Cruz y Collar de la Orden del Halcón (Islandia, 1982)
- Caballero de la Orden del Elefante (Dinamarca, 1983)
- Gran Cruz y Collar de la Orden de San Olaf (Noruega, 1983)
- Collar de la Orden de Carlos III  (España, 1989)[28]

- Medalla de primera clase de la Orden de la Cruz de Terra Mariana (Estonia, 2001)
- Orden del Infante Don Enrique (Portugal)